# 山口県道255号田倉新下関停車場線
山口県道255号田倉新下関停車場線（やまぐちけんどう255ごう たくらしんしものせきていしゃじょうせん）は、山口県下関市を通る一般県道である。

## 概要
下関市大字田倉からJR西日本山陽本線・山陽新幹線 新下関駅に至る。山口県道259号新下関停車場線とともに都市計画道路長府綾羅木線（としけいかくどうろちょうふあやらぎせん）の一部を構成する。
もともとは「山口県道255号長門一の宮停車場線」と称していたが、長門一ノ宮駅の新下関駅への改称（1975年（昭和50年）3月10日）や山陽新幹線 新下関駅開業を契機とした周辺地区の区画整理で路線区域および名称が変更され、「山口県道255号新下関停車場線」になった。なお、県道名称が「長門一の宮停車場線」から変更されたのは、駅名改名直後ではなく1994年（平成6年）の山口県告示第211号によるものである。
2016年（平成28年）5月24日の山口県告示第157号・158号により、路線区域および名称が変更され、起終点を交換し、新しい起点側は下関市道新下関田倉線を編入のうえ下関市大字田倉・山口県道247号安岡港長府線交点まで延伸し、現在の路線になった。また翌25日に、旧下関市道新下関田倉線区間の一部にあたる下関市秋根上町二丁目（下関市道勝谷形山線交点） - 大字秋根（中国自動車道付近）の区間が開通し、同時に開業した下関市道勝谷形山線を介して山口県道247号安岡港長府線と接続した。
全線開業すれば山口県道259号新下関停車場線と合わせて旧下関市中部を横断する新たな幹線道路になり、山口県道247号安岡港長府線のバイパス道路となる。

### 路線データ
- 起点：下関市大字田倉（山口県道247号安岡港長府線交点）
- 終点：下関市秋根南町1丁目（JR西日本山陽本線・山陽新幹線 新下関駅前、山口県道259号新下関停車場稗田線起点）
- 総延長：1.3 km[1]
- 通行不能区間：起点 - 下関市大字勝谷（しょうや：下関市道勝谷形山線交点）

## 歴史
- 1994年（平成6年）3月15日 - 山口県告示第211号により、路線名を「長門一の宮停車場線」から「新下関停車場線」に変更。
- 2016年（平成23年）5月27日 - 山口県告示第号により、起終点を交換のうえ、下関市道新下関田倉線を編入するかたちで起点を延伸して、路線名を「新下関停車場線」から「田倉新下関停車場」に変更[1]。

## 路線状況
「長門一の宮停車場線」時代は、下関市一の宮町2丁目・JR西日本山陽本線・山陽新幹線 新下関駅南口から同町の一の宮町2丁目交差点に至る県道であった。現在は全区間が下関市道楠乃垢田線および下関市道勝山一の宮町1号線のそれぞれ一部になっており、当時とは区間が全く異なっている。
「新下関停車場線」時代は、下関市秋根南町1丁目・JR西日本山陽本線・山陽新幹線 新下関駅東口駅前から下関市秋根本町2丁目・秋根本町2丁目交差点（山口県道34号下関長門線交点）に至る総延長285.0 mの県道であった。現在は全区間が本路線の一部になっている。

### 重複区間
- 山口県道259号新下関停車場稗田線（下関市秋根南町1丁目）

## 地理

### 通過する自治体
- 下関市

### 交差する道路
| 交差する道路                                 | 交差する場所  | 交差する場所        |
| -------------------------------------------- | ------------- | ------------------- |
| 山口県道247号安岡港長府線未供用              | 大字田倉      | 起点                |
| 通行不能区間                                 |               |                     |
| 山口県道34号下関長門線                       | 秋根本町2丁目 | 秋根本町2丁目交差点 |
| 山口県道259号新下関停車場稗田線 重複区間起点 | 秋根南町1丁目 |                     |
| 山口県道259号新下関停車場稗田線 重複区間終点 | 秋根南町1丁目 | 終点                |

### 沿線
- 下関市立勝山小学校
- 下関市立勝山中学校
- 下関市役所 勝山支所
- JR西日本山陽本線・山陽新幹線 新下関駅